# Elysia chilkensis
Elysia chilkensis is een slakkensoort uit de familie van de Plakobranchidae. De wetenschappelijke naam van de soort is voor het eerst geldig gepubliceerd in 1916 door Eliot.